# Diánoia (revista)
Diánoia es una revista semestral (los meses de mayo y noviembre) de filosofía publicada por el Instituto de Investigaciones Filosóficas de la Universidad Nacional Autónoma de México y el Fondo de Cultura Económica desde 1955. El objetivo de la publicación es el diálogo crítico, riguroso y plural entre todos los filósofos hispanoparlantes. Actualmente (2'022) es dirigida por  Fernando Rudy (Universidad Autónoma de México). 
Hasta el año 2001 Diánoia se publicaba anualmente en forma de anuario; a partir de esa fecha se publica dos veces al año, en mayo y noviembre, en forma de revista académica, dando mayor espacio a discusiones y reseñas. Una característica de la revista ha sido que en sus páginas siempre ha habido lugar para trabajos de diversas corrientes filosóficas. Los artículos enviados son sometidos a dos arbitrajes doble-ciegos, realizados por especialistas en el área, para asegurar criterios de calidad. Diánoia sólo publica artículos originales en español.
La revista aparece en algunos de los más prestigiados índices de filosofía: Clase, Filos, Latindex, The Philosopher's Index y Ulrichs Periodical Directory. También pertenece al índice de revistas del Consejo Nacional de Ciencia y Tecnología (Conacyt). Es la más lóngeva de las revistas de filosofía en América Latina.

## Colaboradores
Entre los autores más destacados que han publicado en ella sus artículos encontramos a Eduardo García Máynez, Antonio Gómez Robledo, Augusto Salazar Bondy, Fernando Salmerón, Eduardo Nicol, Francisco Larroyo, Juan David García Bacca, Samuel Ramos, José Gaos, Leopoldo Zea, Luis Villoro, José Ferrater Mora, Juan Antonio Nuño, Ramón Xirau, Adolfo Sánchez Vázquez, Alejandro Rossi, Enrique Dussel, Norberto Bobbio, Reinhardt Brandt, Richard Rorty, Ernesto Sosa, Karl-Otto Apel, W.V. Quine y Mario Caimi.